# Mademoiselle Sallé
Françoise-Jacquette Thoury, bekannt als Mademoiselle Sallé (* 1667; † 16. Oktober 1745 in Saint-Germain-en-Laye), war eine französische Schauspielerin.

## Leben
Thoury war Opernsängerin in der Provinz, wo sie ihren Mann Jean Sallé kennen lernte und heiratete. Dieser fühlte sich zuerst zum Mönchstum hingezogen, besann sich aber und wurde Musiklehrer an der Oper in Rouen. 1697 kam das Paar nach Paris um ein Engagement an der Pariser Oper einzugehen. Unbekannt ist, ob Thoury ihrem Mann folgte, als dieser 1698 dem Ruf an den Hof von August dem Starken in Warschau folgte. Thoury debütierte 1704 an der Comédie-Française, spielte jedoch nur stützende Rollen. Den Ruf zur Sociétaire de la Comédie-Française erfolgte zwei Jahre später, im Jahr 1706. Das war auch das Jahr, in dem ihr Mann starb. Thoury setzte sich 1721, mit 1000 Livre Pension, zur Ruhe.
Thoury ist nicht mit der wesentlich jüngeren Tänzerin Marie Sallé zu verwechseln.